# ヴィリニュス空港駅
座標: 北緯54度38分32秒 東経25度16分35秒 / 北緯54.64222度 東経25.27639度
ヴィリニュス空港駅（ヴィリニュスくうこうえき、リトアニア語: Vilniaus oro uosto geležinkelio stotis）は、リトアニアのヴィリニュス空港近くにある鉄道駅である。2008年10月2日に開業。ヴィリニュス駅へは、運行本数18本/日で、所要時間は7分。